# Signy-Signets
Signy-Signets ist eine französische Gemeinde mit 620 Einwohnern (Stand: 1. Januar 2022) im Département Seine-et-Marne in der Region Île-de-France. Sie gehört zum Arrondissement Meaux und ist Teil des Kantons La Ferté-sous-Jouarre.
Die Einwohner werden Signacien(ne)s genannt.

## Geographie
Signy-Signets liegt etwa zwölf Kilometer ostsüdöstlich von Meaux und etwa 55 Kilometer ostnordöstlich von Paris.

### Nachbargemeinden
Umgeben ist Signy-Signets von den Gemeinden Sammeron im Norden, Jouarre im Osten, Pierre-Levée im Süden und Südwesten sowie Saint-Jean-les-Deux-Jumeaux im Westen und Nordwesten.

## Bevölkerungsentwicklung
| Jahr      | 1962 | 1968 | 1975 | 1982 | 1990 | 1999 | 2006 | 2013 |
| Einwohner | 233  | 219  | 264  | 385  | 576  | 564  | 594  | 607  |

## Sehenswürdigkeiten
- Kirche Sainte-Vierge aus dem 15. Jahrhundert, Umbauten bis in das 17. Jahrhundert
- Französisch-britischer Militärfriedhof

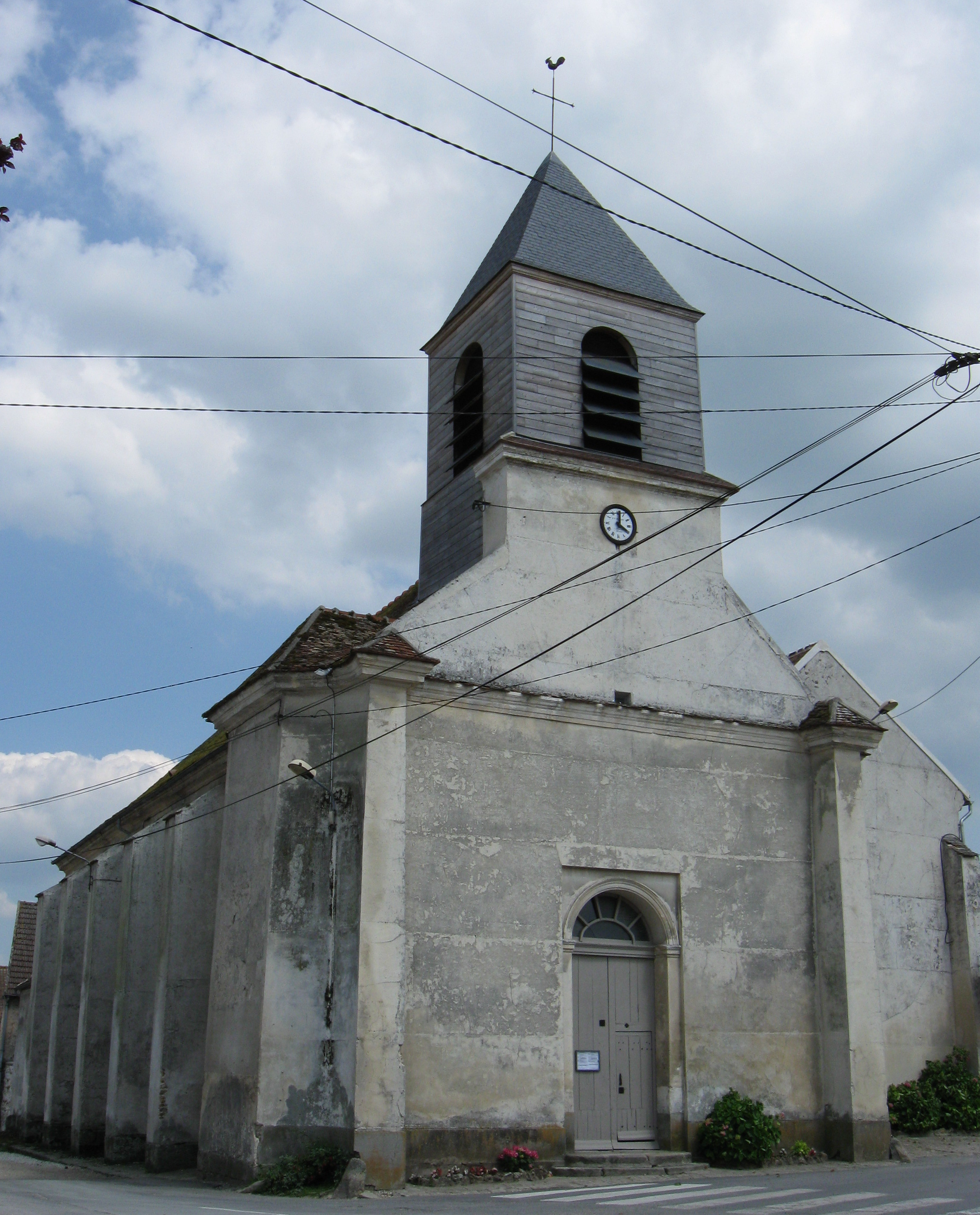
Kirche Sainte-Vierge